# 伊莉莎白女王二號
伊利沙伯女王二號（英語：Queen Elizabeth 2，簡稱QE2）是一艘1969年至2008年間由丘纳德公司所運營的游轮（英：cruise ship），该船并未被归纳为远洋班轮Ocean liner，也未与英国皇家邮政公司签署邮政运输协议。結束服務後則改造為浮動酒店繼續營運。

## 背景
1950年代，商業客機的興起因速度和成本優勢逐漸取代了远洋班轮在跨大西洋交通運輸的角色，1957年兩者之間的旅客運量已達到1：1，1958年投入服務的波音707更進一步削弱了远洋班轮的地位。於此同時，瑪麗皇后號和伊莉莎白皇后號兩艘負責跨大西洋航線的主要班轮皆因船齡老舊而維修成本居高不下，1960年代就有屆齡除役的必要。儘管商業客機逐步取代远洋班轮的趨勢勢不可擋，丘纳德航运公司也因此虧損連連，該公司依然堅持保留遠洋远洋班轮的傳統，伊利沙伯女王二號的問世正是在這種時空背景下誕生。
伊利沙伯女王二號為丘纳德航运公司繼瑪麗皇后號和伊莉莎白皇后號，第三艘以英國皇后命名的远洋班轮，因此興建時代號為「Q3」。丘纳德航运公司為「Q3計畫」的基本規格設定了以下目標：
- 噸位75,000註冊總噸。
- 滿足2,270人的載運量。
- 興建預算3,000萬英鎊。

## 設計

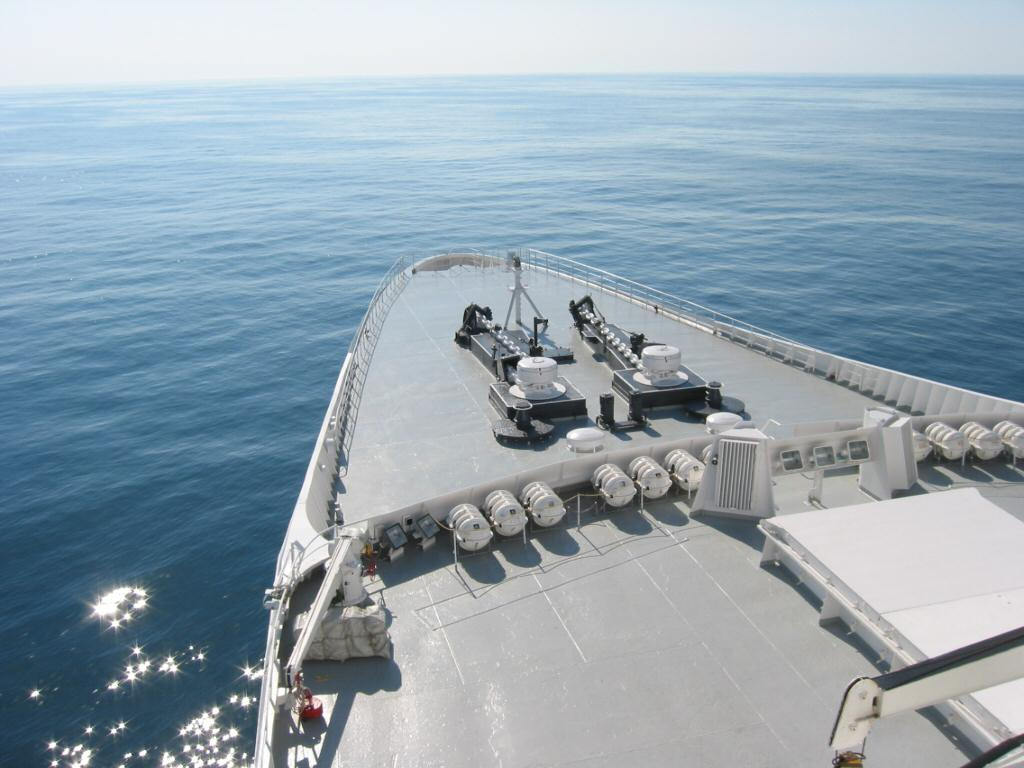
伊利沙伯女王二號採長型船艏設計，這種設計在遠洋郵輪當中相當常見。

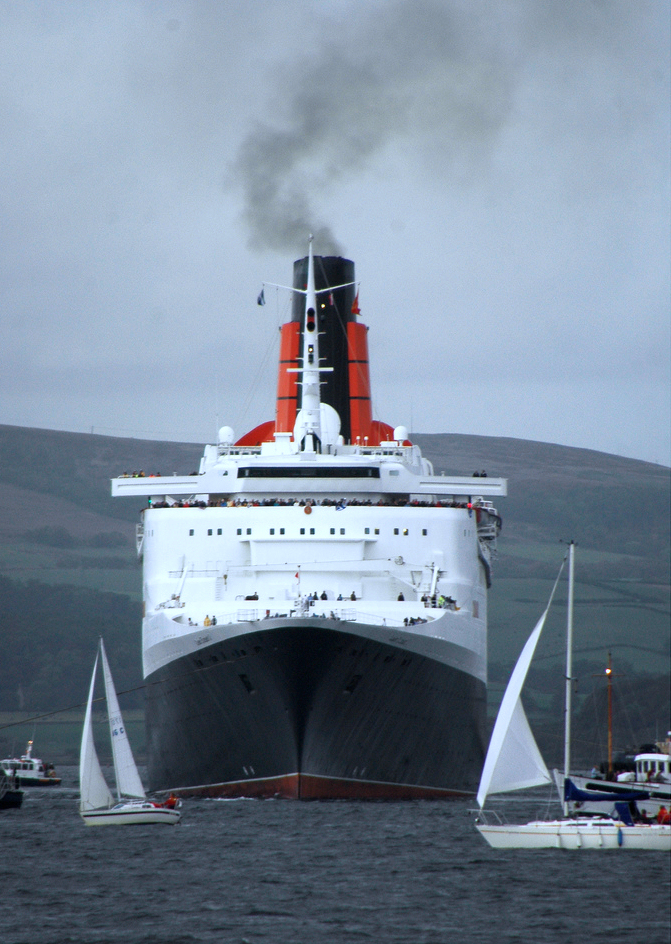
伊利沙伯女王二號於下水滿四十周年當日（2007年9月20日）航行於克萊德河上，可見煙囪的顏色以黑色與橘紅色做搭配，橘紅色則有兩道黑色橫條。

伊利沙伯女王二號的主要設計師為詹姆斯·加德納，負責室內裝修和上層建築的設計，加德納為伊利沙伯女王二號打造的設計風格被英國設計委員會形容為特大號的私人遊艇，既充滿前衛感與現代感，又不乏功能性。

### 基本規格
伊利沙伯女王二號的總噸位為70,327噸，船身長度為294公尺。完工時的推進系統採用蒸汽渦輪發動機，最高速度為32.5節（每小時60.2公里），後因改造為柴電動力系統，最高速度提升至34節（每小時63公里）。

### 船體結構
船體為鋼製，船首採用球狀船首設計。焊接技術取代了傳統將鋼板交疊並由鉚釘固定的工法，因此相較於玛丽皇后号和伊利沙伯皇后號能大幅減輕船身的重量。

### 上層結構
船艏採飛剪型船首設計，艏樓近似諾曼第號郵輪和法國號郵輪之設計，簡潔無凸出物。
冠達郵輪公司習慣為郵輪的煙囪以黑色與橘紅色兩色做搭配，伊利沙伯女王二號則改採黑白雙色設計，這在當時引起一些爭議，批評者認為這種改變影響了公司的企業形象。1983年爆發福克蘭戰爭，伊利沙伯女王二號曾短暫作為運兵船使用，戰後的改裝工程又將煙囪漆為黑色與橘紅色。1986年的改裝工程除了將推進系統由原本的蒸汽渦輪發動機改為柴電動力系統，也為煙囪進行結構補強，將原本鉛筆狀的煙囪加粗。原煙囪拆下的鋼材並未因此被浪費，而是被重新使用於改造後的新煙囪。此外，改造過的煙囪的紅色部位也多了兩道黑色橫條。

## 服務歷史

### 營運初期
伊利沙伯女王二號於1969年5月2日展開首航，由英國南安普敦啟航，並於四日之後抵達美國紐約市。此段航程共計4日16小時35分。
1971年1月8日，法國大西洋海運公司的安地列斯號因在格瑞那丁群島的馬斯蒂克島附近觸礁而導致燃料室起火，整艘船因火勢蔓延而沉沒。所幸，船上約500名乘客皆被安全地疏散至馬斯蒂克島上，並由伊利沙伯女王二號接駁離開。1971年3月5日，伊利沙伯女王二號的進水口因遭遇水母堵塞而停駛4小時。
1972年5月17日，伊利沙伯女王二號在紐約至南安普敦的航程途中接獲炸彈威脅，船組員緊急對全船進行搜索，英國空降特勤隊和特種小艇部隊也跳傘空降至船上進行盤查，經詳查後並未發現任何爆裂物，後證實為惡作劇，嫌犯因此遭美國聯邦調查局逮捕。

### 福克蘭戰爭
隨著福克蘭戰爭爆發，1982年5月3日宣布將伊利沙伯女王二號徵用作為運兵船使用，Vosper Thornycroft造船廠隨即為伊利沙伯女王二號進行了改裝工程，1982年5月5日甲板上新建了兩座直升機停機坪。此外，多個旅客休息室被改造為官兵宿舍，地板上原本鋪設地毯的區塊則暫時被2,000塊高密度木質纖維板所覆蓋。臨時的輸油管道由甲板直接接通至引擎室，使伊利沙伯女王二號能夠在海上直接補給燃料。為強化船身的結構強度，1/4的船身部位被裝上額外的鋼板，消磁線圈的安裝則增加了船艦對水雷的防禦能力。
戰爭期間，在前往南喬治亞與南桑威奇的旅程當中，有超過650名丘纳德航运公司的船組員自願為船上的3,000名第五步兵旅的官兵服務。為防止遭阿根廷軍方偵測，船組員將船上的雷達系統關閉。

### 改裝為柴電動力
1995年9月11日，伊利沙伯女王二號正航行於南安普敦至紐約的旅途上，在途經颶風路易斯的暴風圈內，於加拿大紐芬蘭與拉布拉多省東部以南約300公里的海面上遭遇了約27公尺高的瘋狗浪。此事雖未因此令船身造成重大損害，但也使抵達紐約的時間誤點了超過10小時。1996年，在其第20次環球航行途中，自下水以來之總航程哩程達到四百萬英哩，等同於繞行地球185圈之距離。

### 營運後期
1998年嘉年華公司收購了丘纳德68%的股權，並於1999年給予伊利沙伯女王二號三千萬美元的經費進行整修，整修工作除了將部分公共空間的重新裝修，也為旅客房間配上了新的配色。
2004年，隨著瑪麗皇后二號投入營運，伊利沙伯女王二號結束了北大西洋定期航線的服務。

## 重新對外開放
伊利沙伯女王二號在經改造為浮動酒店後於2018年重新對外開放，改裝工程共投入了270百萬人時的人力資源。酒店由杜拜政府公營的港口、海關及自由貿易區公司旗下的PCFC酒店負責營運，2018年4月18日開始試營運，原計畫2018年10月正式營運，惟裝修工程尚未完工，截至2019年3月仍未舉行開幕典禮。
大廳一旁設有展覽空間，介紹伊利沙伯女王二號的服務歷史。

## 外部連結
- 官方網站 （页面存档备份，存于）